# Jump For Joy
A Jump For Joy című dal a holland 2 Unlimited duó 1996 januárjában megjelent kislemeze a Hits Unlimited című albumról.

## Megjelenés és fogadtatás
A dal több országban Top 10-es sláger volt, úgy mint Hollandia és Spanyolország. A volt az utolsó dal, mely a 13. helyezést érte el az Eurochart Top 100-as listáján.
Ez volt az utolsó dal, melyhez olyan videóklip készült, melyben Ray és Anita látható.

## Megjelenés
12"  Németország ZYX Music – ZYX 8050-12
- A1	Jump For Joy (Digidance Happy Hardcore Edit) 3:19 Remix – Digidance
- A2	Jump For Joy (Armand's Dutch Touch Mix) 7:51 Remix – Armand Van Helden
- B1	Jump For Joy (Itty-Bitty-Boozy-Woozy's Dub 4 Joy) 5:25 Remix – Itty Bitty Boozy Woozy
- B2	MTV Partyzone Megamix	4:55

A Megamix az alábbi dalokat tartalmazza:  

Do What's Good For Me, Faces, Maximum Overdrive, Tribal Dance, Here I Go, No Limit, Nothing Like The Rain, Let The Beat Control Your Body, The Real Thing.

## Slágerlista
| Slágerlista(1996)                 | Legjobb helyezés |
| --------------------------------- | ---------------- |
| Australia (ARIA)                  | 137              |
| Austria (Ö3 Austria Top 40)       | 24               |
| Belgium (Ultratop 50 Flanders)    | 12               |
| Europe (European Hot 100 Singles) | 29               |
| Europe (Eurochart Hot 100)        | 13               |
| Germany (Media Control Charts)    | 39               |
| Netherlands (Dutch Top 40)        | 7                |
| Spain (AFYVE)                     | 4                |
| Sweden (Sverigetopplistan)        | 32               |

| Slágerlista (1996) | Helyezés |
| ------------------ | -------- |
| Dutch Top 40       | 99       |